# AOT40
AOT40 steht für Accumulated Ozone Exposure over a threshold of 40 Parts Per Billion ‚Kumulierte Ozonbelastung oberhalb des Grenzwertes von 40 ppb‘. Es ist ein Dosismaß zur Bewertung der ökotoxikologischen Wirkung von Ozon auf die Vegetation. Der Wert wurde 1992 auf dem UN ECE-Workshop in Egham (UN ECE 1992) eingeführt.
AOT40 wird in (µg/m³)·h ausgedrückt. Der Wert gibt die kumulierte Differenz zwischen dem gemessenen 1-Stunden-Mittelwert über 80 μg/m³ und 80 μg/m³ während einer gegebenen Zeitspanne an. Dabei werden ausschließlich Messwerte zwischen 8 Uhr und 20 Uhr während der Vegetationsperiode verwendet.  Da 80 μg/m³ 40 ppb entsprechen, heißt der Wert AOT40.